# 히라도정
히라도정(平戸町)은 나가사키현 기타마쓰우라군에 있던 정이다. 현재의 히라도시의 중심부에 해당한다.

## 역사
- 1889년 4월 1일 - 정촌제 시행에 의해 기타마쓰우라군 히라도정이 성립하였다.
- 1925년 4월 1일 - 히라도촌과 합병해 새로운 히라도정이 성립하였다.
- 1955년 1월 1일 - 나카노촌, 시시촌, 히모사시촌, 나카쓰라촌, 쓰요시촌, 시지키촌과 합병해 히라도시가 성립하여, 동일 히라도정은 폐지되었다.

## 교통

### 항만
- 히라도항

## 참고문헌
- 角川日本地名大辞典 42 長崎県